# Urue-Offong/Oruko
Urue-Offong/Oruko è un un'area di governo locale (local government area) appartenente allo stato di Akwa Ibom, in Nigeria.